# عضلة تحت ترقوية
العضلة تحت الترقوية (بالإنجليزية: Subclavius muscle)‏ هي عضلة صغيرة مثلثية الشكل، تتوضع بين الترقوة والضلع الأول. 
يتشكل الجدار الأمامي للإبط من العضلة تحت الترقوية والعضلة الصدرية الكبيرة والعضلة الصدرية الصغيرة. 

## البنيان
تنشأ العضلة تحت الترقوية بوتر قصير وسميك من موضع تلاقي الضلع الأول مع غضروفه، من أمام الرباط الضلعي الترقوي. 
وتمتد الألياف اللحمية (fleshy fibers) بميل لأعلى في الاتجاه الوحشي، لترتكز في ثلم العضلة تحت الترقوية الموجود على السطح السفلي لعظم الترقوة.

### الأعصاب المتصلة
يُعصّبُ العضلة (أي يزودها بالأعصاب) العصب تحت الترقوي الذي ينشأ من نقطة تقاطع العَصَبَين الشوكييين الرقبيين الخامس والسادس، فيما يُسمى بالجذع العلوي من الضفيرة العضدية.

### التباين والإختلافات
- قد ترتكز العضلة في الناتئ الغرابي بدلا من الترقوة، أو قد ترتكز في الترقوة والناتئ الغرابي معاُ.
- قد تلتحم الحزمة القصية-الكتفية بالحافة العلوية للوح الكتف.
- هناك عضلة نادرة قد تتواجد أحياناً، هي العضلة القصية الترقوية [4] (sternoclavicularis)، وهي تبدأ من قبضة القص وتصل إلى الترقوة وتمرّ بين العضلة الصدرية الكبيرة واللفافة الترقوية الصدرية. [5]

## الوظيفة
- العضلة تحت الترقوية تخفض الكتف، وتحمله إلى الأسفل وإلى الأمام.
- العضلة تحت الترقوية تجذب الترقوة إلى الأسفل وإلى الأمام.
- العضلة تحت الترقوية تحمي تحتها الضفيرة العضدية والأوعية تحت الترقوية إذا ما انكسرت الترقوة التي هي أكثر العظام الطويلة كسراً في أغلب الأحيان.

## صور إضافية

العضلة تحت الترقوة موضحة باللون الأحمر. العضد و الكتف بلون شفاف.
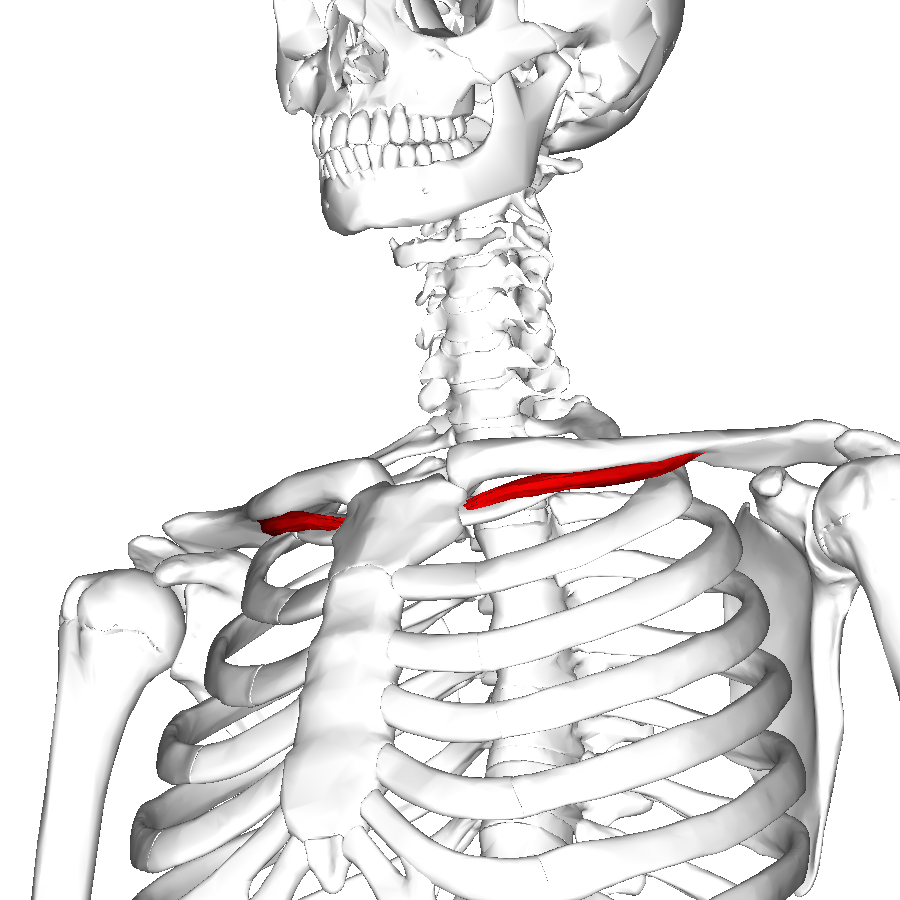
العضلة تحت الترقوة موضحة باللون الأحمر.
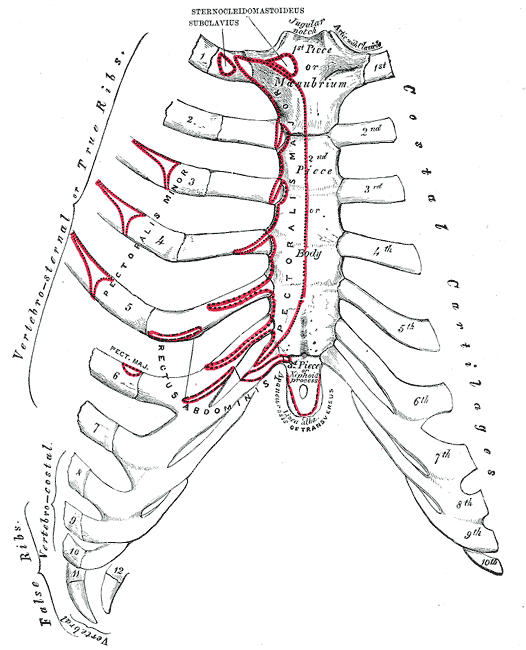
السطح الأمامي من عظمة القص والغضاريف الضلعية.
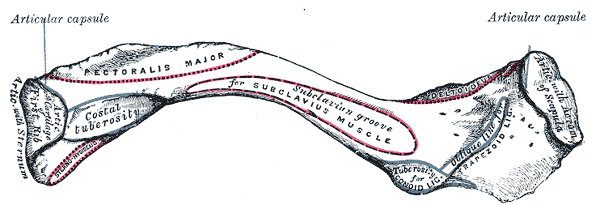
الترقوة اليسرى ، السطح السفلي.
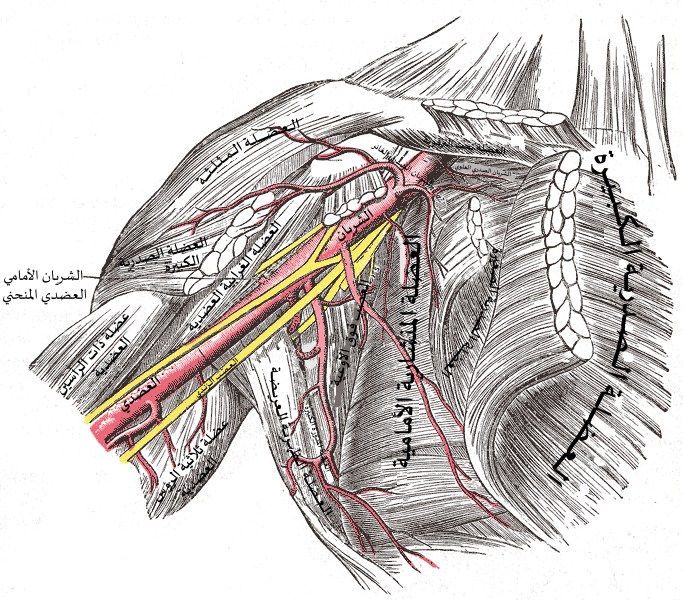
الشريان الإبطي وفروعه.
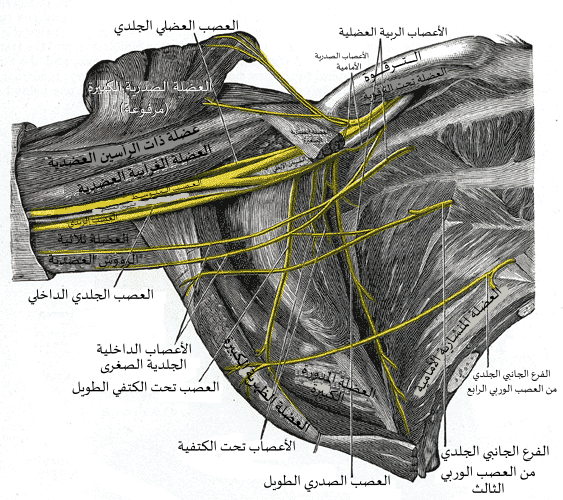
الضفيرة العضدية اليمنى (الجزء تحت الترقوة) في الحفرة الإبطية ، كما تُرى من أسفل ومن الأمام.
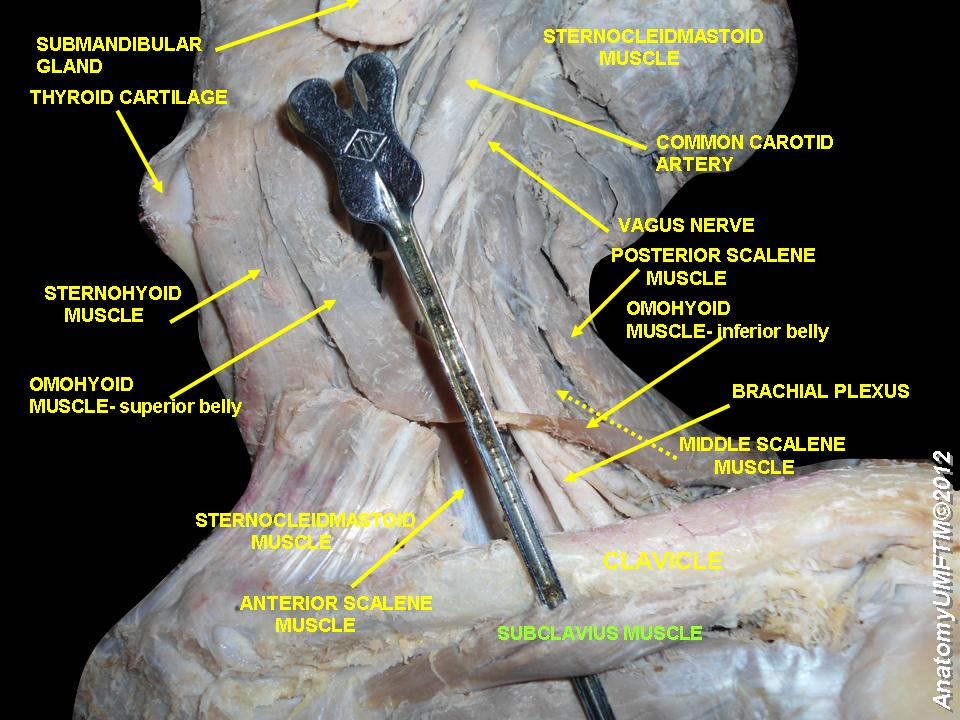
العضلة تحت الترقوة - رؤية جانبية من اليسار
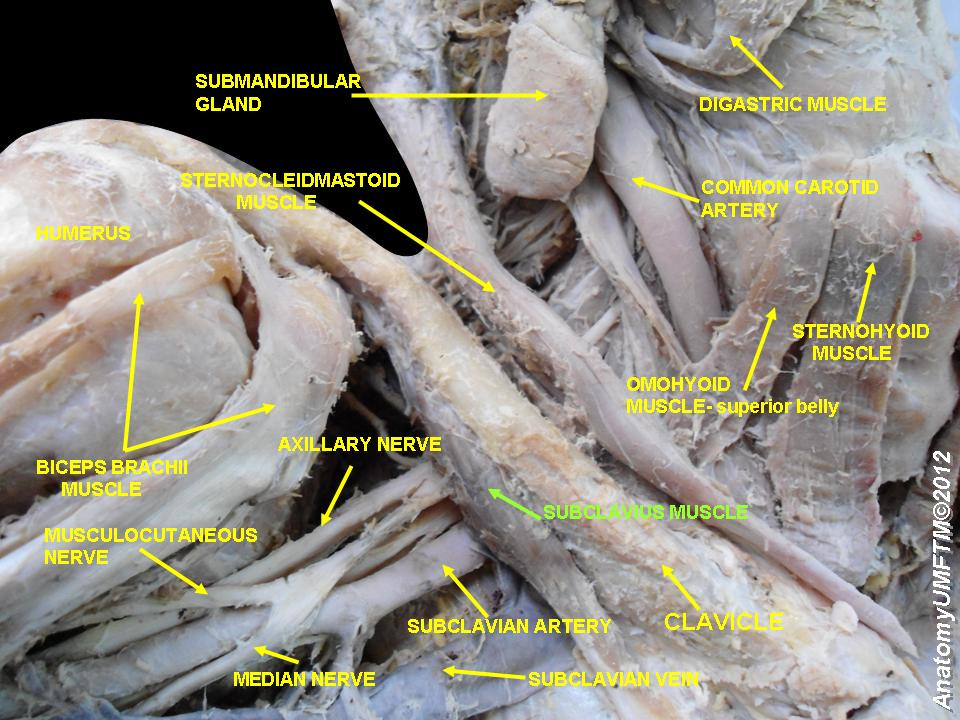
العضلة تحت الترقوة - رؤية جانبية من اليمين